# Чкаловск
Чкаловск (рус. Чкаловск) град је у Русији у Нижњеновгородској области.

## Становништво
| 1939. | 1959.  | 1970.  | 1979.  | 1989.  | 2002.  | 2010.  |
| ----- | ------ | ------ | ------ | ------ | ------ | ------ |
| 7.408 | 11.580 | 13.835 | 14.581 | 15.059 | 13.856 | 12.368 |